# Bad Kleinkirchheim
Bad Kleinkirchheim es una localidad del distrito de Spittal an der Drau, en el estado de Carintia, Austria, con una población estimada a principio del año 2018 de 1723 habitantes. 
Se encuentra ubicada al noroeste del estado, sobre el Hohe Tauern —una cordillera en la zona central de los Alpes—, cerca de la frontera con los estados de Tirol y Salzburgo.